# Danielius Lavrinovičius
Danielius Lavrinovičius (* 22. Januar 1999 in Kelmė) ist ein litauischer Basketballspieler.

## Laufbahn
Lavrinovičius spielte als Jugendlicher in seinem Heimatland für die Mannschaft der Šarūnas-Marčiulionis-Basketballakademie. 2016 wechselte er nach Deutschland in die Jugendabteilung des Quakenbrücker Vereins Artland Dragons. Zudem kam er zu ersten Einsätzen in der Herrenmannschaft der Niedersachsen in der 2. Bundesliga ProB. Nachdem Quakenbrück in der Sommerpause 2018 durch eine Lizenzübertragung in die 2. Bundesliga ProA aufgestiegen war, trat Lavrinovičius mit den Artländern in der zweithöchsten deutschen Spielklasse an. 2021 kehrte er in sein Heimatland zurück und erhielt einen Vertrag vom Erstligisten KK Nevėžis Kėdainiai.
Mit Mittelwerten von 10,8 Punkten und 3,6 Rebounds, die er in der Spielzeit 2022/23 in der litauischen Liga erreichte, empfahl sich Lavrinovičius für einen Wechsel zur Spitzenmannschaft Žalgiris Kaunas, der Anfang Juli 2023 vollzogen wurde. In Kaunas war er Ergänzungsspieler, 2024 schloss sich Lavrinovičius dem Verein Lietkabelis Panevėžys an.

### Nationalmannschaft
In den Altersklassen U16, U18 und U20 nahm er mit den Auswahlmannschaften Litauens jeweils an Europameisterschaften teil.